# Virginia Fleites
Virginia Fleites (* 10. Juli 1916 in Melena del Sur; † 1. März 1966 in Miami, Florida, Vereinigte Staaten) war eine kubanische Komponistin und Musikpädagogin.

## Leben
Fleites war Kompositionsschülerin von Amadeo Roldán und José Ardévol und unterrichtete am Conservatorio Municipal von Havanna. Zu ihren Schülern zählte u. a. Natalio Galán. Sie gehörte zu den Gründungsmitgliedern der Grupo de Renovación Musical. Später übersiedelte sie in die USA.

## Werke
- 1941: Invenciones
- 1942: Dos sonatas
- 1943: Fugas
- 1943: Pequeña suite para piano
- 1944: Sonata para cello y piano